# Addizione ossidativa
L'addizione ossidativa e la eliminazione riduttiva sono due importanti tipi di reazioni in chimica organometallica. Nella reazione di addizione ossidativa un substrato viene addizionato ad un complesso metallico, e come risultato sia lo stato di ossidazione che il numero di coordinazione del centro metallico crescono di due unità. La reazione opposta è detta eliminazione riduttiva. Uno schema generale è il seguente:
Processi di addizione ossidativa e di eliminazione riduttiva sono spesso usati in cicli catalitici.

## Generalità
La reazione di addizione ossidativa richiede che per il metallo siano accessibili due stati di ossidazione che differiscono di due unità. Da questo punto di vista il reagente tipico contiene un metallo in stato di ossidazione relativamente basso, anche se esistono casi di metalli che possono partire da stati di ossidazione già elevati, ad esempio:
[PtCl4]2–  +  Cl2   →  [PtCl6]2–
L'addizione ossidativa può avvenire con numerose molecole, ma quelle più note riguardano legami H–H, H–X e C–X, dato che questi substrati sono importanti per applicazioni commerciali.
Le reazioni di addizione ossidativa richiedono come reagente un complesso che sia coordinativamente insaturo, cioè con siti di coordinazione liberi. Tipicamente un buon candidato è un reagente tetracoordinato, che va a formare un prodotto esacoordinato.
La eliminazione riduttiva è la reazione opposta dell'addizione ossidativa. La eliminazione riduttiva è favorita quando il legame A–B che si forma è forte. Perché la reazione possa avvenire occorre che i due gruppi A e B siano in posizioni adiacenti nella sfera di coordinazione del metallo. La eliminazione riduttiva è il passaggio chiave di molte reazioni che portano alla formazione di legami C–H e C–C.

## Meccanismi
L'addizione ossidativa può avvenire con meccanismi differenti a seconda della natura del centro metallico e del substrato.

### Meccanismo concertato
Il meccanismo concertato è seguito in genere da substrati non polari come idrogeno, altre molecole biatomiche omonucleari e idrocarburi. Questi substrati non hanno legami di tipo π, e di conseguenza si invoca la presenza di un intermedio σ a tre centri, seguito dalla rottura del legame A–B per arrivare al complesso ossidato. I due leganti A e B entrano quindi in posizione cis; una eventuale isomerizzazione può aver luogo successivamente.
Un esempio ben noto è la reazione del complesso di Vaska, trans-[Ir(CO) Cl(PPh3)2] con idrogeno. In questa reazione il numero di ossidazione dell'iridio cambia da +1 a +3. Nel prodotto il centro metallico è formalmente legato a tre leganti anionici: un cloruro e due idruri. Come si vede nel successivo schema di reazione, il complesso ha inizialmente numero di coordinazione quattro e 16 elettroni nel livello più esterno, mentre il prodotto risultante ha numero di coordinazione sei e 18 elettroni.
Nell'intermedio con struttura di bipiramide trigonale (non rappresentato nello schema) è presente la molecola di diidrogeno; successivamente il legame H–H viene spezzato dalla retrodonazione dal metallo all'orbitale σ* di H–H; il processo è favorito da metalli ricchi di elettroni. Nel sistema si stabilisce un equilibrio chimico; nella reazione inversa (eliminazione riduttiva) viene eliminato l'idrogeno gassoso con riduzione del centro metallico. Il meccanismo concertato porta al cis diidruro; altri meccanismi di addizione ossidativa di solito non generano addotti cis.

### Meccanismo SN2
Questo decorso di reazione è seguito in genere da substrati polari ed elettrofili, come gli alogenuri alchilici e gli alogeni. Il decorso è simile alle reazioni di sostituzione nucleofila SN2, ben note in chimica organica. Il centro metallico fa un attacco nucleofilo sull'atomo meno elettronegativo del substrato, provocando la rottura del legame R–X, con formazione di una specie [M–R]+. A questo step segue la rapida coordinazione dell'anione al centro metallico cationico. Nel seguente esempio un complesso planare quadrato reagisce con ioduro di metile:

### Meccanismo ionico
Il meccanismo ionico è analogo al tipo SN2, nel senso che prevede l'entrata sequenziale dei due leganti come frammenti separati. La differenza fondamentale è che il meccanismo ionico coinvolge substrati che sono già dissociati in soluzione prima che avvenga l'interazione con il centro metallico. Un esempio è con il substrato HCl in soluzione acquosa.

### Meccanismo radicalico
Gli alogenuri alchilici e altri substrati simili possono legarsi al centro metallico usando anche un meccanismo radicalico, oltre a quello SN2. C'è stata una certa controversia sulla validità di alcuni metodi sperimentali per evidenziare gli intermedi radicalici, ma ci sono reazioni che si ritiene procedano effettivamente con meccanismo radicalico. Un esempio è quello proposto da Lednor e collaboratori:
Iniziazione
[(CH3)2C(CN)N]2 → 2(CH3)2(CN)C• + N2
(CH3)2(CN)C• + PhBr → (CH3)2(CN)CBr + Ph•
Propagazione
Ph• + [Pt(PPh3)2] → [Pt(PPh3)2Ph]•
[Pt(PPh3)2Ph]• + PhBr → [Pt(PPh3)2PhBr] + Ph•

## Applicazioni
Le reazioni di addizione ossidativa ed eliminazione riduttiva fanno spesso parte di cicli catalitici sia in catalisi omogenea che in catalisi eterogenea. Alcuni esempi sono il processo Monsanto e la idrogenazione di alcheni, che utilizzano entrambi il catalizzatore di Wilkinson.